# Harvest Remixes
Harvest Remixes es un álbum remix de la banda japonesa Dragon Ash, publicado en 2004. Incluye remixes de diez canciones de su álbum anterior, Harvest. Los remixes fueron producidos por el dúo de KJ y BOTS de Dragon Ash, bajo el nombre de Fellows Inc., con la ayuda de otros miembros de la banda: Makoto Sakurai y Hiroki (que juntos son llamados Tekunokusu y desde entonces han hecho endibia). Otros remixes incluyen a Dry & Heavy, Ganja Kru, y 3rd Force.
"Harvest Remixes" también fue publicado como un LP de vinilo el 7 de abril de 2004.

## Lista de canciones
1. "Canvas (Riow Arai Mix)" – 6:32
2. "Landscape (Techno-x Mix)" – 6:57
3. "Massy Evolution (STROBO Mix)" – 7:16
4. "Morrow (DRY & HEAVY Mix)" – 5:25
5. "House of Velocity (Mold Mix)" – 6:51
6. "Gymnopedie #1 (Pulse Programming Mix)" – 3:51
7. "Byakuya (HOOD Mix)" – 3:24
8. "Sakuri Makori (BOTS Mix)" – 6:49
9. "United Rhythm (Ganja Kru Mix)" – 7:01
10. "Harvest (3rd Force Mix)" – 5:50

- Datos: Q5676849